# Ellen Palmstierna
Eleonora Wilhelmina (Ellen) Palmstierna, född 7 augusti 1869 i Stockholm, död 2 december 1941 i Stockholm, var en svensk friherrinna, rösträttskämpe samt ordförande i och medgrundare av den svenska föreningen Rädda Barnen.
Ellen Palmstierna var dotter till generalmajoren och statsrådet, friherre Hjalmar Palmstierna och Sofia Blomstedt samt sondotter till översten och landshövdingen friherre Otto Palmstierna. Hon gifte sig 1896 med majoren friherre Fabian Lilliecreutz och flyttade då till Jönköping där hon engagerade sig i lokalföreningen för kvinnors rösträtt. 1910–1912 var hon ordförande i Föreningen för kvinnans politiska rösträtt i Jönköping. Äktenskapet upplöstes 1911 och då lade hon ner större kraft på socialt arbete. 1915 blev hon biträdande sekreterare i Landsföreningen för kvinnans politiska rösträtt (LPKR) och verkade även inom andra organ i Stockholm, som hon flyttade tillbaka till. Samma år deltog hon även i den svenska delegation som närvarade i kvinnokonferensen i Haag och som en av den kongressens delegater blev hon sänd till Ryssland. Hon hade vidare förtroendeuppdrag för National Conference och Women's International League for Peace and Freedom.
1919 var Ellen Palmstierna en av initiativtagarna till bildandet av föreningen Rädda Barnen i Sverige och blev dess första ordförande. Därvid gjorde hon en betydelsefull insats för att hjälpa barn som for illa efter första världskriget.